# Iglesia de Jesucristo de los Santos de los Últimos Días (Strangita)
La Iglesia de Jesucristo de los Santos de los Últimos Días (Strangita), es una de las varias organizaciones que afirman ser la continuación legítima de la iglesia fundada por el profeta Joseph Smith el 6 de abril de 1830. Es una organización distinta de la Iglesia de Jesucristo de los Santos de los Últimos Días (Iglesia SUD) con sede en el estado de Utah, considerablemente más grande y mejor conocida. Ambas iglesias afirman ser la organización original establecida por Joseph Smith. La Iglesia Strangita tiene su sede en Voree, Wisconsin, en las afueras de Burlington, Wisconsin, y acepta las afirmaciones de James Strang como sucesor de Joseph Smith. La iglesia tenía aproximadamente 300 miembros en 1998. En 2022 había alrededor de 130 miembros activos de la Iglesia Strangita en los Estados Unidos.

## Historia
Después de que Joseph Smith fuera asesinado en 1844 sin un sucesor claro, varios pretendientes buscaron tomar el liderazgo de la iglesia que fundó Smith, entre ellos estaba James Strang, que compitió con otros miembros destacados, en particular Brigham Young y Sidney Rigdon. En su momento de mayor apogeo, la Iglesia Strangita tenía alrededor de 12.000 miembros, lo que los convertía en rivales notables de la facción más grande dirigida por Brigham Young. James Strang fue asesinado en 1856, después de lo cual la mayoría de sus seguidores se unieron a Joseph Smith III y a la Iglesia Reorganizada de Jesucristo de los Santos de los Últimos Días, actualmente llamada Comunidad de Cristo.
Los strangitas comparten la misma historia con otras denominaciones del Movimiento de los Santos de los Últimos Días hasta el asesinato de Joseph Smith. Durante la crisis de sucesión resultante, varios de los primeros líderes mormones reclamaron la sucesión de Smith, incluidos Sidney Rigdon, Brigham Young y James Strang. La reclamación de Rigdon se basaba en su condición de miembro sobreviviente de mayor antigüedad de la Primera Presidencia de Smith, el quórum de liderazgo más alto de la iglesia. Rechazado por el cuerpo principal de la iglesia en Nauvoo, Illinois, Rigdon y sus seguidores se mudaron a Pittsburgh, Pennsylvania, donde su organización fracasó. Una organización descendiente de la iglesia rigdonita es la Iglesia de Cristo (Bickertonita), que no es reconocida como legítima por los strangitas.